# Дурная слава (телесериал)
«Дурна́я сла́ва» (англ. Notorious) — американский телевизионный сериал, созданный Джошем Берманом Элли Хоган, премьера которого состоялась на ABC 22 сентября 2016 года. Сериал основан на реальных историях защитника в уголовных процессах Марка Герагоса и продюсера новостей кабельного телевидения Венди Уокер, и демонстрирует, что происходит за кадром программы новостей. Главные роли в шоу исполняют Пайпер Перабо и Дэниэл Санжата.
11 мая 2017 года ABC официально закрыл сериал после одного сезона.

## Актёры и персонажи
- Пайпер Перабо в роли Джулии Джордж
- Дэниэл Санжата в роли Джейка Григоряна
- Сепиде Моафи в роли Меган Бёрд
- Кейт Дженнигс Грант в роли Луиз Херрик
- Райан Гузман в роли Райана Майлза
- Кевин Зегерс в роли Оскара Китона
- Дж. Аугуст Ричардс в роли Бредли Григоряна
- Эйми Тигарден в роли Эллы Бенджамин

## Производство

### Разработка
2 октября 2015 года было объявлено, что ABC купил сценарий пилотного эпизода, написанный создателем «До смерти красива» Джошем Берманом и Элли Хоган. Sony Pictures Television являются студией-производителем. 28 января 2016 года канал заказал съемки пилотного эпизода для сезона 2016-17 годов. Майкл Энглер занял место его режиссёра, а съемки пилота проходити в марте 2016 года в Атланте, штат Джорджия.
12 мая 2016 года канал утвердил пилотную серию и дал зелёный свет на производство первого сезона. 17 мая 2016 года было объявлено, что сериал займет желанное место в четверг в 9 вечера (после «Анатомия страсти»), став заменой для сериала «Скандал», который вернется в середине сезона из-за беременности Керри Вашингтон.

### Кастинг
Кастинг на центральные роли начался в феврале 2016 года. 11 февраля было объявлено, что Дэниэл Санжата будет исполнять ведущую мужскую роль в пилоте. 22 февраля  Эйми Тигарден получила роль второго плана, играя молодого адвоката. 29 февраля Кейт Дженнигс Грант и Дж. Аугуст Ричардс также подписались на регулярные роли. 2 марта было объявлено, что Пайпер Перабо будет исполнять ведущую роль в проекте. Сепиде Моафи, Райан Гузман и Кевин Зегерс позже стали последними дополнениями к регулярному составу в пилоте.